# Frederick Pei Li
Pour les articles homonymes, voir Li.
 (janvier 2017).
Frederick Pei Li, né le 7 mai 1940  à Canton en Chine, et mort le 10 juin 2015, est un médecin américain.

## Biographie
Né en Chine, Frederick Pei Li est arrivé à New York où ses parents avaient un restaurant chinois. Il a reçu un Bachelor of Arts en physique à l'université de New York et le titre de docteur en médecine à l'université de Rochester, puis un Master's degree en démographie à l'université de Georgetown. En 1967, il rejoint la section épidémiologie du National Cancer Institute. Il y a travaillé 24 ans durant, le plus souvent au centre « de terrain » du NCI au Dana–Farber Cancer Institute (en) à Boston. En 1991, il devient le chef du département d'épidémiologie et de contrôle du cancer au « Dana-Farber » (Dana-Farber's Division of Cancer Epidemiology and Control). 
Frederick Pei Li est professeur d'épidémiologie clinique du cancer à la faculté de médecine d'Harvard, professeur de médecine de cette même école et professeur au Harry and Elsa Jiler American Cancer Society Clinical Research. 
En 1996, il a été nommé par le président Bill Clinton au NCI's National Cancer Advisory Board. 
Il a donné son nom au syndrome de Li-Fraumeni.